# Фигейредо дос Сантос, Лукас
Лу́кас Фигейре́до дос Са́нтос (порт.-браз. Lucas Figueiredo dos Santos; более известный, как Фигейре́до порт.-браз. Figueiredo род. 14 августа 2001, Нитерой, Рио-де-Жанейро) — бразильский футболист, нападающий клуба «Васко да Гама».

## Клубная карьера
Фигейредо — воспитанник клуба «Васко да Гама». В 2021 году в поединке Лиги Кариока против «Португезы» игрок дебютировал за основной состав. 29 мая в матче против «Операрио Ферровиарио» он дебютировал в бразильской Серии B. 15 мая 2022 года в поединке против «Байи» игрок забил свой первый гол за «Васко да Гама». В том же году Фигейредо помог клубу выиграть в элиту. 16 апреля 2023 года в матче против «Атлетико Минейро» он дебютировал в бразильской Серии A. 

## Международная карьера
В 2023 году в составе олимпийской сборной Бразилии Фигейредо принял участие в Панамериканских играх в Чили. На турнире он сыграл в матчах против команд Колумбии, Гондураса, Мексики и Чили. 

## Достижения
Международные
 Бразилия (до 23)
- Победитель Панамериканских игр — 2023